# Netelia delicata
Netelia delicata là một loài tò vò trong họ Ichneumonidae.